# Morancé
Pour les articles homonymes, voir Morancé (homonymie).
Morancé est une commune française située dans le département du Rhône et la région Auvergne-Rhône-Alpes.

## Géographie

### Climat
Pour des articles plus généraux, voir Climat d'Auvergne-Rhône-Alpes et Climat du Rhône.
En 2010, le climat de la commune est de type climat océanique altéré, selon une étude du Centre national de la recherche scientifique s'appuyant sur une série de données couvrant la période 1971-2000. En 2020, Météo-France publie une typologie des climats de la France métropolitaine dans laquelle la commune est exposée à un climat de montagne ou de marges de montagne et est dans la région climatique  Nord-est du Massif Central, caractérisée par une pluviométrie annuelle de 800 à 1 200 mm, bien répartie dans l’année. 
Pour la période 1971-2000, la température annuelle moyenne est de 11,6 °C, avec une amplitude thermique annuelle de 17,7 °C. Le cumul annuel moyen de précipitations est de 776 mm, avec 9,1 jours de précipitations en janvier et 6,4 jours en juillet. Pour la période 1991-2020, la température moyenne annuelle observée sur la station météorologique de Météo-France la plus proche, « Pommiers », sur la commune de Pommiers à 6 km à vol d'oiseau, est de 12,6 °C et le cumul annuel moyen de précipitations est de 778,0 mm,. Pour l'avenir, les paramètres climatiques de la commune estimés pour 2050 selon différents scénarios d'émission de gaz à effet de serre sont consultables sur un site dédié publié par Météo-France en novembre 2022.

## Urbanisme

### Typologie
Au 1er janvier 2024, Morancé est catégorisée ceinture urbaine, selon la nouvelle grille communale de densité à sept niveaux définie par l'Insee en 2022.
Elle appartient à l'unité urbaine de Lyon, une agglomération inter-départementale regroupant 123  communes, dont elle est une commune de la banlieue,,. Par ailleurs la commune fait partie de l'aire d'attraction de Lyon, dont elle est une commune de la couronne,. Cette aire, qui regroupe 397 communes, est catégorisée dans les aires de 700 000 habitants ou plus (hors Paris),.

### Occupation des sols
L'occupation des sols de la commune, telle qu'elle ressort de la base de données européenne d’occupation biophysique des sols Corine Land Cover (CLC), est marquée par l'importance des territoires agricoles (74,7 % en 2018), en diminution par rapport à 1990 (76,1 %). La répartition détaillée en 2018 est la suivante : 
cultures permanentes (30 %), zones agricoles hétérogènes (21,8 %), zones urbanisées (15,2 %), prairies (12,5 %), terres arables (10,4 %), forêts (10,2 %). L'évolution de l’occupation des sols de la commune et de ses infrastructures peut être observée sur les différentes représentations cartographiques du territoire : la carte de Cassini (XVIIIe siècle), la carte d'état-major (1820-1866) et les cartes ou photos aériennes de l'IGN pour la période actuelle (1950 à aujourd'hui).

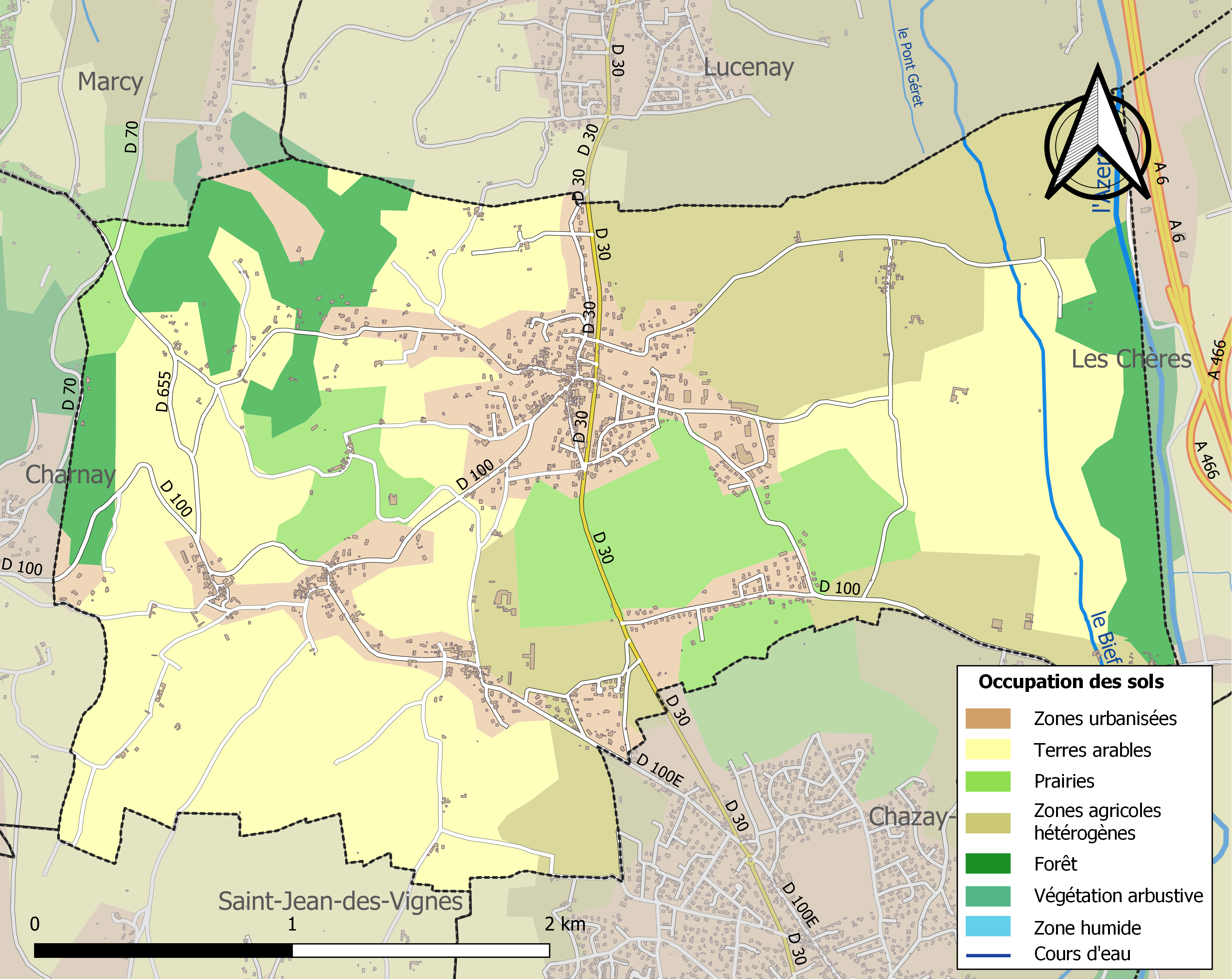
Carte des infrastructures et de l'occupation des sols de la commune en 2018 (CLC).

## Histoire
D'après une légende locale, le village de Morancé aurait été créé par une colonie sarrasine qui au début du VIIIe siècle pour échapper à Charles Martel, se réfugie dans les bois.
L'église de Morancé, dont le chœur remonte au VIIIe siècle, pourrait avoir été bâtie par ces Sarrasins, qui en auraient fait leur première mosquée. Dédiée à Notre Dame, cette église fut jusqu'en 1379 celle du prieuré des dames Bénédictines qui relevaient de Saint Pierre à Lyon.
En 815, le roi Lothaire Ier fait don aux religieuses de domaines importants au comté de Maurensis ou Moriensis.
Le bourg est donc à l'époque chef-lieu d'un comté. Une noble famille prit le nom de Morance.
En 1200, les de Morance vendent le village aux de Chiel, puis vendu aux abbés d'Ainay, puis aux Dugue, puis légué à Octance de Chaponnay (1661).
En 1743, Pierre de Chaponnay, chevalier, est seigneur de Morance, Belmon, Marzé, Le Pin.

## Démographie
L'évolution du nombre d'habitants est connue à travers les recensements de la population effectués dans la commune depuis 1793. Pour les communes de moins de 10 000 habitants, une enquête de recensement portant sur toute la population est réalisée tous les cinq ans, les populations de référence des années intermédiaires étant quant à elles estimées par interpolation ou extrapolation. Pour la commune, le premier recensement exhaustif entrant dans le cadre du nouveau dispositif a été réalisé en 2006.

En 2022, la commune comptait 2 267 habitants, en évolution de +14,78 % par rapport à 2016 (Rhône : +3,93 %, France hors Mayotte : +2,11 %).
| 1793 | 1800 | 1806 | 1821 | 1831 | 1836 | 1841 | 1846 | 1851 |
| ---- | ---- | ---- | ---- | ---- | ---- | ---- | ---- | ---- |
| 669  | 515  | 857  | 733  | 787  | 793  | 810  | 852  | 814  |

| 1856 | 1861 | 1866 | 1872 | 1876 | 1881 | 1886 | 1891 | 1896 |
| ---- | ---- | ---- | ---- | ---- | ---- | ---- | ---- | ---- |
| 800  | 840  | 879  | 864  | 867  | 850  | 827  | 784  | 816  |

| 1901 | 1906 | 1911 | 1921 | 1926 | 1931 | 1936 | 1946 | 1954 |
| ---- | ---- | ---- | ---- | ---- | ---- | ---- | ---- | ---- |
| 840  | 747  | 718  | 576  | 624  | 604  | 572  | 570  | 653  |

| 1962 | 1968 | 1975 | 1982  | 1990  | 1999  | 2006  | 2011  | 2016  |
| ---- | ---- | ---- | ----- | ----- | ----- | ----- | ----- | ----- |
| 650  | 690  | 882  | 1 365 | 1 387 | 1 687 | 1 991 | 2 099 | 1 975 |

| 2021  | 2022  | - | - | - | - | - | - | - |
| ----- | ----- | - | - | - | - | - | - | - |
| 2 176 | 2 267 | - | - | - | - | - | - | - |

## Lieux et monuments

### Patrimoine religieux
L'église date du XIIe siècle et son abside a été inscrite monument historique par arrêté du 19 janvier 1926.

### Patrimoine civil
- La maison forte du Pin, du XIIIe siècle pour ses parties les plus anciennes, du XIVe siècle pour sa tour, a été inscrite monument historique, tout comme le manoir daté du début du XVIIe siècle dont les façades et les toitures sont remarquables, mais aussi l'escalier et le décor de la salle basse salle du sud[17].
- La maison forte de l'Izérable qui a pu être une léproserie.
- Le donjon de Beaulieu ; remanié au XIXe siècle.